# 微紅染色寄居蟹
微紅染色寄居蟹（学名：Cestopagurus puniceus）为寄居蟹科染色寄居蟹屬下的一个种。